# 商毅
商毅（1979年1月20日—），是中国前足球，司职中场。退役後成為北京廣播電視台體育頻道评论员。

## 职业生涯
商毅生于天津，1993年入选健力宝足球青年队。1998年健力宝足球青年队解散，商毅在1999年加盟北京國安。之後他除了2003-04赛季在西班牙的赫雷斯体育俱乐部效力外，他一直都是北京國安的一員，直至2008赛季结束后退役，成为1999年加盟国安的“三毅”（庄毅、商毅、李毅）中在国安效力最久者。在赫雷斯对阵加的斯足球俱樂部期間，商毅攻入一球。
2000年，商毅以中国国家足球队的一員為國家隊出场两次。

## 退役後
退役后，商毅成为北京廣播電視台體育頻道的评论员。 
2003年与乒乓球运动员邬娜结婚。儿子商竣程是一名职业网球运动员。 

## 荣誉
北京国安足球俱乐部
- 中國足協盃: 2003年